# Stichting Ingka Foundation

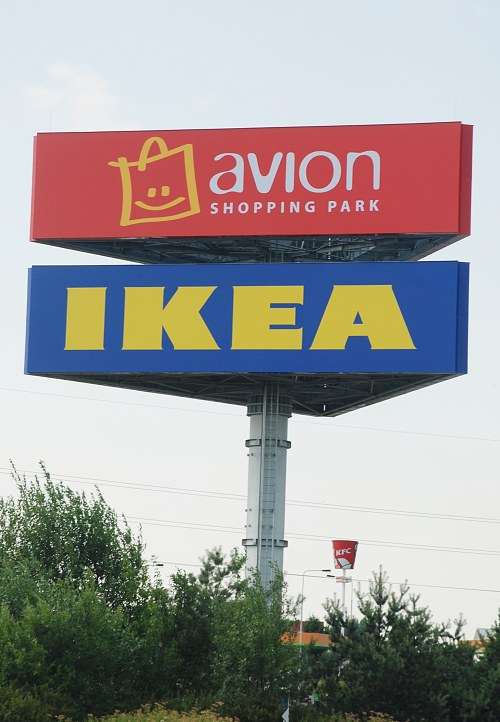

Stichting Ingka Foundation är en nederländsk stiftelse, som äger Ikea-koncernen.
Stichting Ingka Foundation instiftades 1982 av Ingvar Kamprad, som gav samtliga aktier i Ingka Holding B.V till stiftelsen. Denna blev därmed ägare till den gren av Ikea-sfären som driver Ikea-ägda varuhus i 25 länder samt möbel- och spånplattetillverkning.

## Stichting Ikea Foundation
Stichting Ingka Foundation har i sin tur instiftat Stichting Ikea Foundation, som är en stiftelse för välgörande ändamål, vilken huvudsakligen stöder verksamhet som rör barn, ungdom samt kvinnor i utvecklingsländer, samt designutveckling. Utdelningsbudgeten för 2010 uppgick till 45 miljoner euro.  
Stichting Ikea Foundation har stött uppbyggnaden av Ingvar Kamprad Designcentrum vid Lunds Tekniska Högskola.